# Heath (Teksas)
Heath je grad u američkoj saveznoj državi Teksas. Prema popisu stanovništva iz 2010. u njemu je živjelo 6.921 stanovnika.